# Тёпен
Тёпен (нем. Töpen) — община в Германии, в земле Бавария. 
Подчиняется административному округу Верхняя Франкония. Входит в состав района Хоф. Подчиняется управлению Файлицш.  Население составляет 1146 человек (на 31 декабря 2010 года). Занимает площадь 20,80 км².
Коммуна подразделяется на 6 сельских округов.

## Население

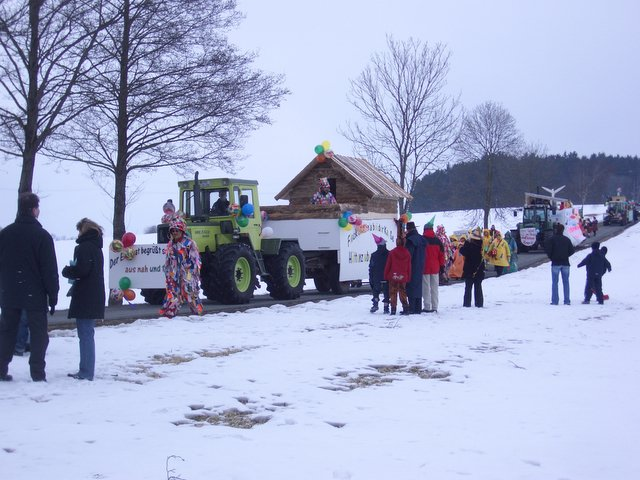
Тёпен

По оценке на 31 декабря 2015 года население общины Тёпен составляет 1056 чел. 

| Дата      | 1840 | 1871 | 1900 | 1925 | 1939 | 1950 | 1961 | 1970 | 1987 | 2011 |
| --------- | ---- | ---- | ---- | ---- | ---- | ---- | ---- | ---- | ---- | ---- |
| Население | 1270 | 1349 | 1049 | 1093 | 970  | 1215 | 1153 | 1199 | 1070 | 1079 |

| Год       | 1960 | 1970 | 1980 | 1990 | 2000 | 2009 | 2010 | 2011 | 2012 | 2013 | 2014 | 2015 |
| --------- | ---- | ---- | ---- | ---- | ---- | ---- | ---- | ---- | ---- | ---- | ---- | ---- |
| Население | 1173 | 1189 | 1069 | 1099 | 1246 | 1161 | 1146 | 1080 | 1058 | 1056 | 1049 | 1056 |